# Pàvel Miliukov
Pàvel Nikolàievitx Miliukov (en rus Павел Николаевич Милюков, nascut el 15 de gener de 1859 (27 de gener de 1859 segons el calendari gregorià) a Moscou i mort el 31 de març de 1943 a Èx-los-Bens va ser un historiador rus. Polític fundador del Partit Constitucional Democràtic Rus, després de la revolució de febrer de 1917 i la formació del govern provisional va exercir breument com a ministre dels Afers estrangers.

## Biografia
Fill de Nicolau Miliukov i de Maria Soultanoff, de família provinent de la noblesa de Iaroslav per part materna, encara que la nobilitat de la família del seu pare no quedà ben establerta.
Pavel Miliukov va realitzar els seus estudis secundaris al Primer liceu clàssic de Moscou.
Desenvolupà una carrera acadèmica d'historiador i de professor a la universitat de Moscou. A causa de les seves idees liberals, va ser detingut i empresonat per les autoritats tsaristes l'any 1901, durant el regnat de Nicolau II. Una vegada alliberat, fou convidat als Estats Units per exercir la docència. Adversari aferrissat de la monarquia absoluta, torna a Rússia l'any 1905, on participà a la Conferència panrussa de les zemstvos al maig 1905 i esdevingué un dels impulsors del Partit constitucional democràtic (KD, o partit kadet). Miliukov moderà les seves posicions polítiques després de la revolució de 1905. A la tercera i a la quarta Duma de l'Imperi rus fou el cap indiscutible del partit kadet.
Durant la Primera Guerra Mundial, adoptà un punt de vista imperialista reivindicant la ciutat de Constantinoble per a Rússia. A l'agost 1915, amb altres partits liberals, com per exemple els octobristes, organitza el « bloc progressista ». Quan va esclatar la revolució de febrer 1917, Miliukov buscà la salvació de la monarquia, però fracassà. Esdevingué, llavors, ministre dels Afers estrangers del govern provisional i es mostrà partidari de prosseguir amb la guerra. El 18 d'abril, Miliukov envia una nota als governs aliats a la qual prometé que Rússia continuarà la guerra « fins a la victòria final ». Amb termes poc clars expressa el seu suport a la política imperialista del govern provisional que previa l'annexió de territoris estrangers i el pagament d'indemnitzacions de guerra pels vençuts. Aquesta nota s'oposava a la declaració anti-imperialista que amb el títol d' « als pobles de tot el món » havia fet el soviet de Petrograd el 15 de març. Generà nombroses manifestacions contraries a la guerra organitzades pels obrers i els soldats de la capital els dies 20 i 21 d'abril.
Desautoritzat, Miliukov va dimitir el 15 de maig de 1917. A l'agost 1917, prengué una rol actiu en la preparació del cop d'estat del general Kornilov contra el govern de Kerenski. Enemic de la revolució d'Octubre, esdevingué el conseller polític del general Anton Ivanovitch Dénikin abans d'haver d'escapar a l'estranger. Emigrat a París, reprengué les idees democràtiques més radicals i restà com un dels representants de la tendència republicana i democràtica de l'emigració russa.
L'any 1920, crea una Unió dels escriptors i dels periodistes russos, que presidí a continuació Fou igualment el fundador del diari Les Últimes notícies.
El 28 de març de 1922 a Berlín, va escapar d'una temptativa d'assassinat fomentada per l'extrema-dreta russa però en l'incident el seu amic Vladimir Dmitrievitch Nabókov fou assassinat.
Segons l'escriptor Nina Berberova Pavel Milioukov no era membre de la maçoneria, sent l'únic no francmaçó entre els 11 membres del primer govern del Príncep Lvov de febrer de 1917. Els francmaçons del Govern provisional serien el príncep Lvov, Goutchkov, Kérenski, Chingarev, Konovalov, Manouilov, Nekrassov, Godniev i V. Lvov.
Morí el 31 de març de 1943 a Èx-los-Bens, a la Provença.